# 게오르크 안톤 프리드리히 아스트
게오르크 안톤 프리드리히 아스트(독일어: Georg Anton Friedrich Ast, 1778년 12월 29일 - 1841년 10월 31일)는 독일의 철학자와 언어학자이다.  그는 고타에서 태어나서 제나 대학에서 교육받고 1802년에 개인강사가 되었다. 1805년에 랜드슈트 대학에서 고전 문학 교수가 되었고 1826년에서 1841년까지 뭰헨 대학에서 교수로 있다가 죽었다.

## 같이 보기
- 해석학 (철학)
- 해석학적 순환